# Torre BBVA
La Torre BBVA est un gratte-ciel situé à Buenos Aires, en Argentine. Les travaux de construction ont duré de 2013 à 2017. Elle abrite le siège central de la banque BBVA. En septembre 2020, c'était le 11e plus haut bâtiment de Buenos Aires.